# Hawthorne (Wisconsin)
Hawthorne es un pueblo ubicado en el condado de Douglas en el estado estadounidense de Wisconsin. En el Censo de 2010 tenía una población de 1136 habitantes y una densidad poblacional de 9,5 personas por km².

## Geografía
Hawthorne se encuentra ubicado en las coordenadas 46°30′37″N 91°50′00″O / 46.51028, -91.83333. Según la Oficina del Censo de los Estados Unidos, Hawthorne tiene una superficie total de 119,58 km², de la cual 118,17 km² corresponden a tierra firme y (1,18 %) 1,41 km² son agua.

## Demografía
Según el censo de 2010, había 1136 personas residiendo en Hawthorne. La densidad de población era de 9,5 hab./km². De los 1136 habitantes, Hawthorne estaba compuesto por el 94,19 % blancos, el 0,7 % eran afroamericanos, el 1,41 % eran amerindios, el 0,09 % eran asiáticos, el 0 % eran isleños del Pacífico, el 0,18 % eran de otras razas y el 3,43 % pertenecían a dos o más razas. Del total de la población el 0,35 % eran hispanos o latinos de cualquier raza.